# Rudolf Louis
Rudolf Louis, född 30 januari 1870 i Schwetzingen, död 15 november 1914 i München, var en tysk musikskriftställare och musikkritiker.
Louis var verksam i München som musikkritiker och lärare i musikteori. Han utgav en rad musikestetiska och musikhistoriska skrifter, bland annat arbeten om Richard Wagner, Franz Liszt, Hector Berlioz och Anton Bruckner.